# Мальчик Новый Год

На новогодней открытке 1958 года

Мальчик Новый год — сказочный персонаж на празднике Нового года, выступающий в качестве своеобразного преемника Деда Мороза, олицетворяющего год уходящий.

## История
Истоки формирования образа персонажа можно найти в русских фольклорных традициях:

«В канун Нового года в Псковской губернии разыгрывалась такая сценка: перед полночью один из парней или молодых мужиков наряжался стариком, другой — обычно мальчишка — надевал красную рубашку и белую шапку. „Старик“ — уходящий год садился на стул посреди избы. В полночь в избу радостно вбегал мальчик — Новый год, сталкивал со стула своего предшественника и садился на его место. Старый год при общих криках, насмешках, погоняемый веником, выталкивался вон из избы. Все поздравляли друг друга с Новым годом и желали здоровья и добра. Дети, приплясывая, выкрикивали: „Новый год пришел, Старый угнал, Себя показал! Ходи, народ, Солнышко встречать, Мороз прогонять!“».
Уже в начале XX века маленький мальчик, олицетворяющий Новый год, часто изображался вместе с Дедом Морозом на почтовых открытках. При этом, если деда одевали в красную или белую шубу, то мальчика — в голубой костюм. Эта традиция и определила цвета костюмов праздничных персонажей, появившихся в 1937 году на первой официальной ёлке в Доме Союзов: Деда Мороза сопровождала Снегурочка в одежде голубого цвета. Но нашлось место и европейской традиции изображения уходящего и нового года как старика и мальчика.

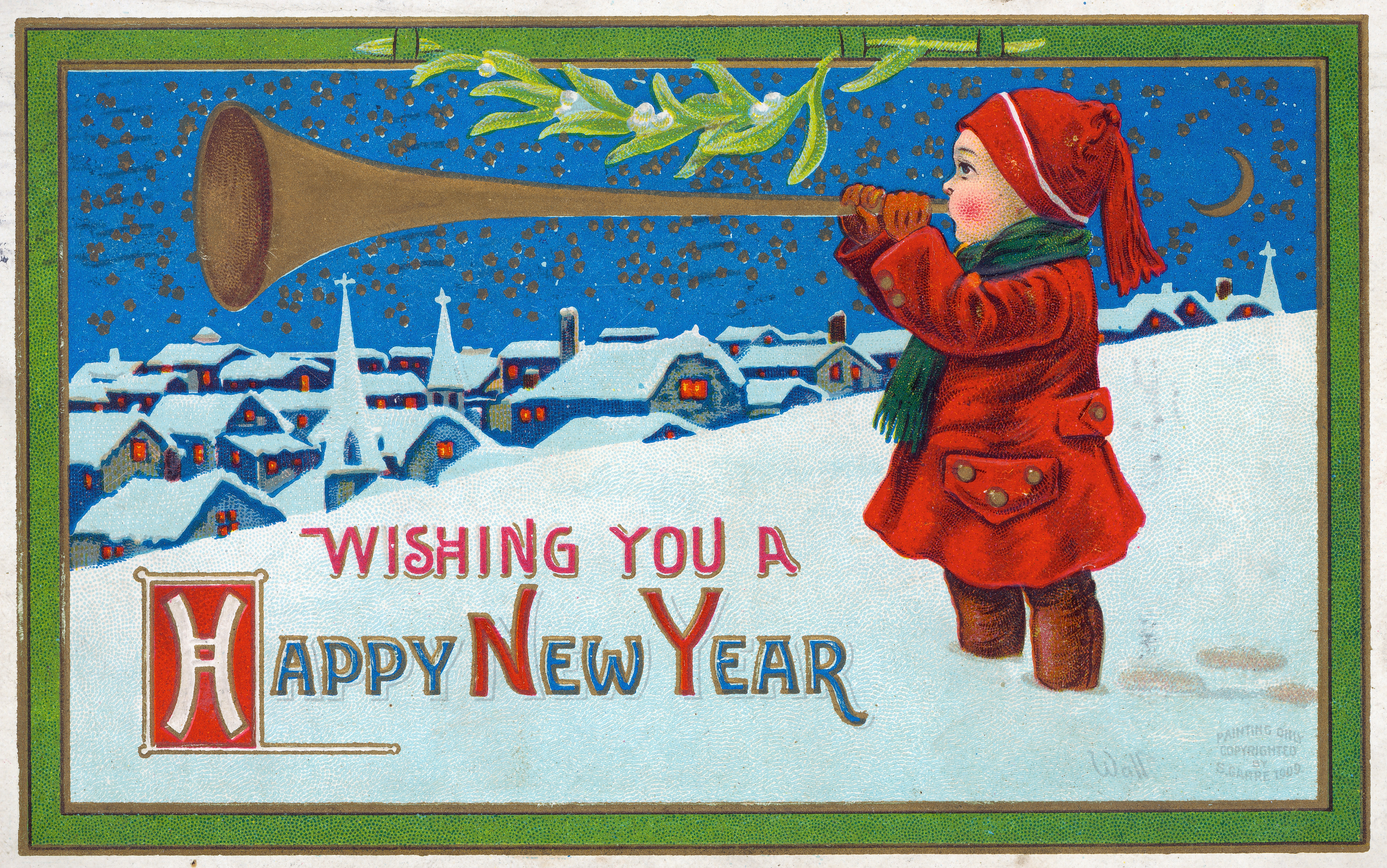
Американская открытка 1909 года
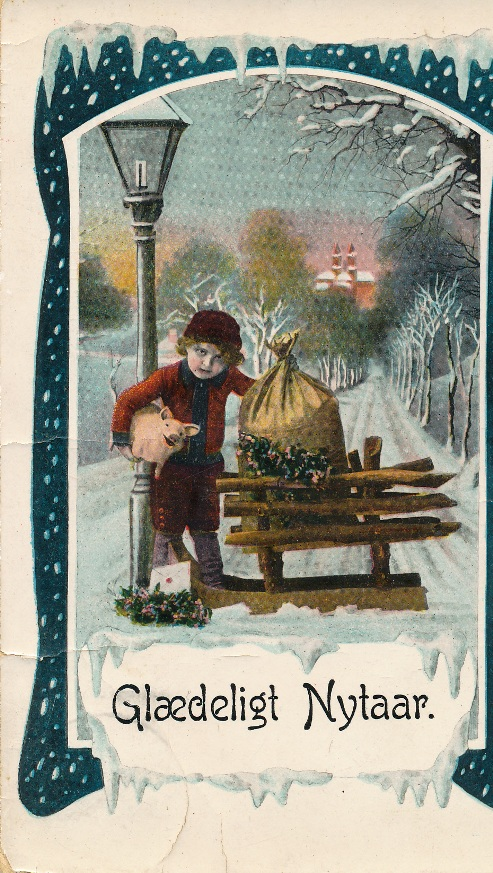
Датская открытка 1911 года
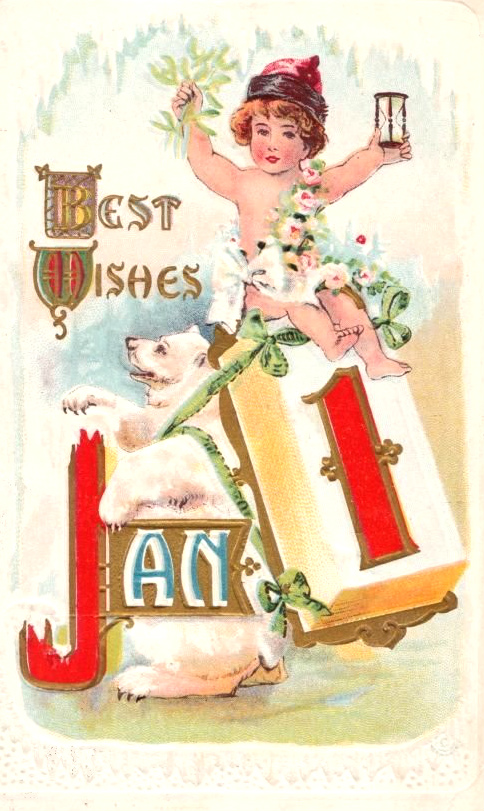
Американская открытка 1913 года
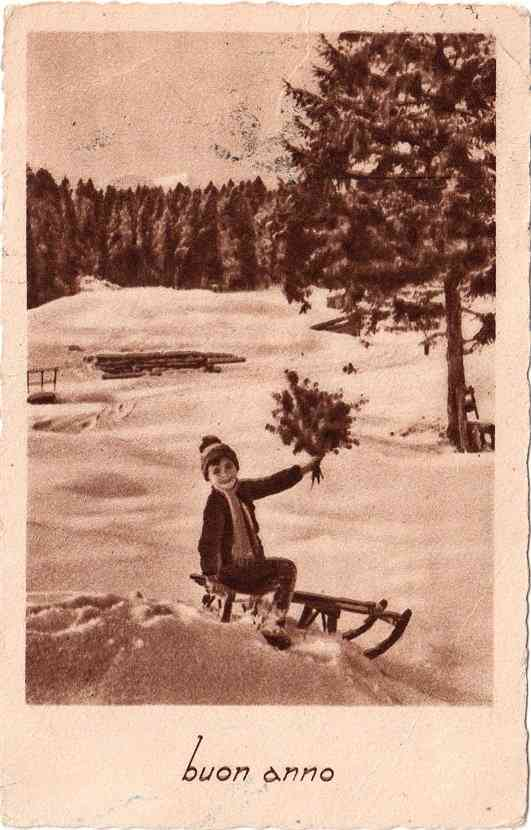
Итальянская открытка 1940 года
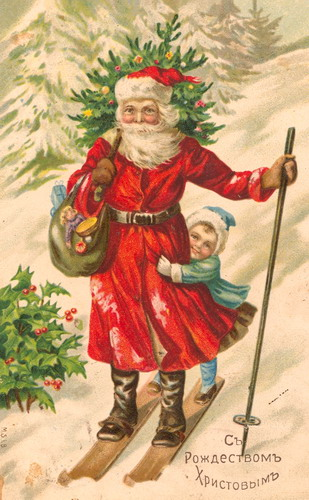
Российская дореволюционная открытка
Советская открытка 1972 года
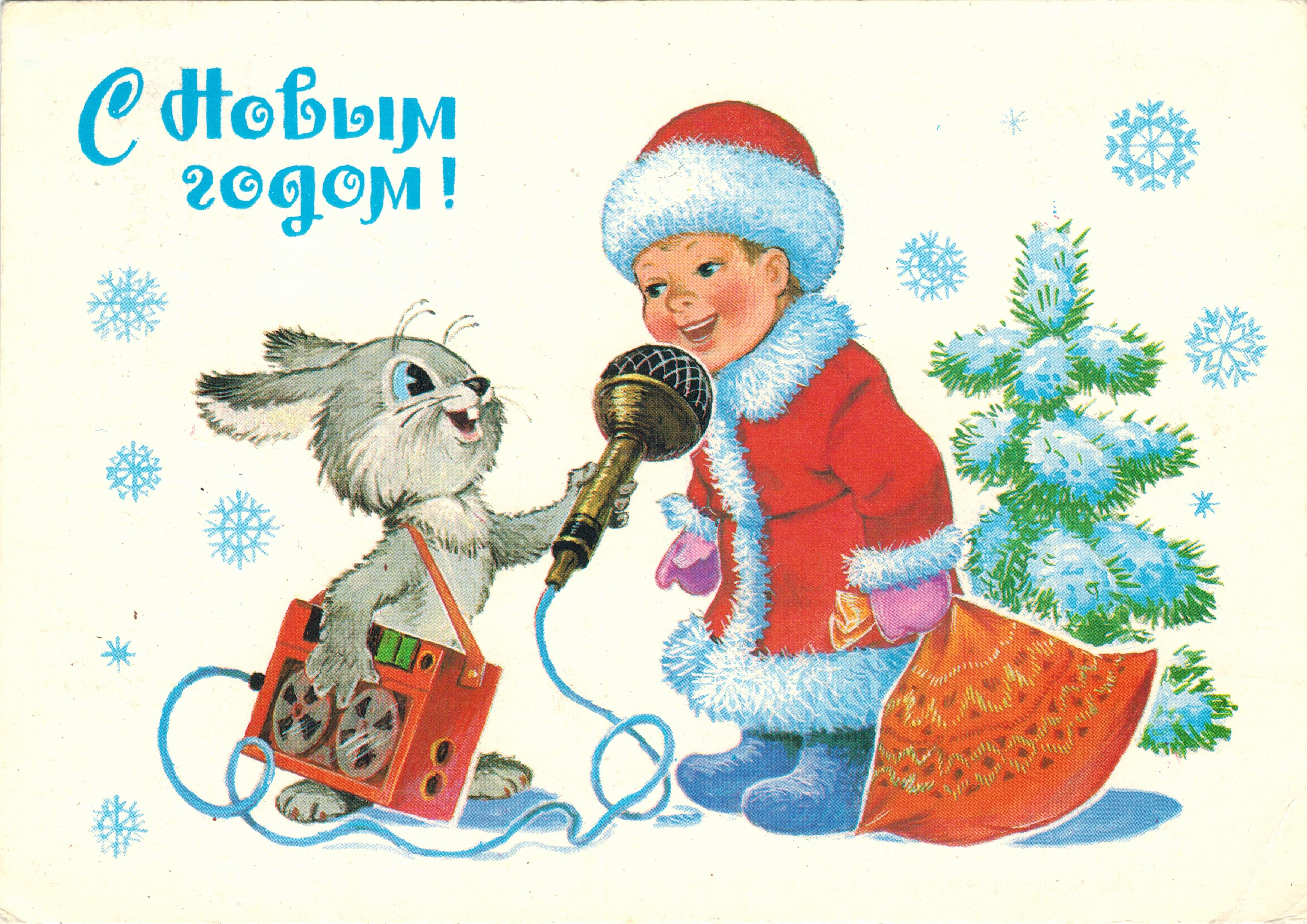
Советская открытка 1983 года
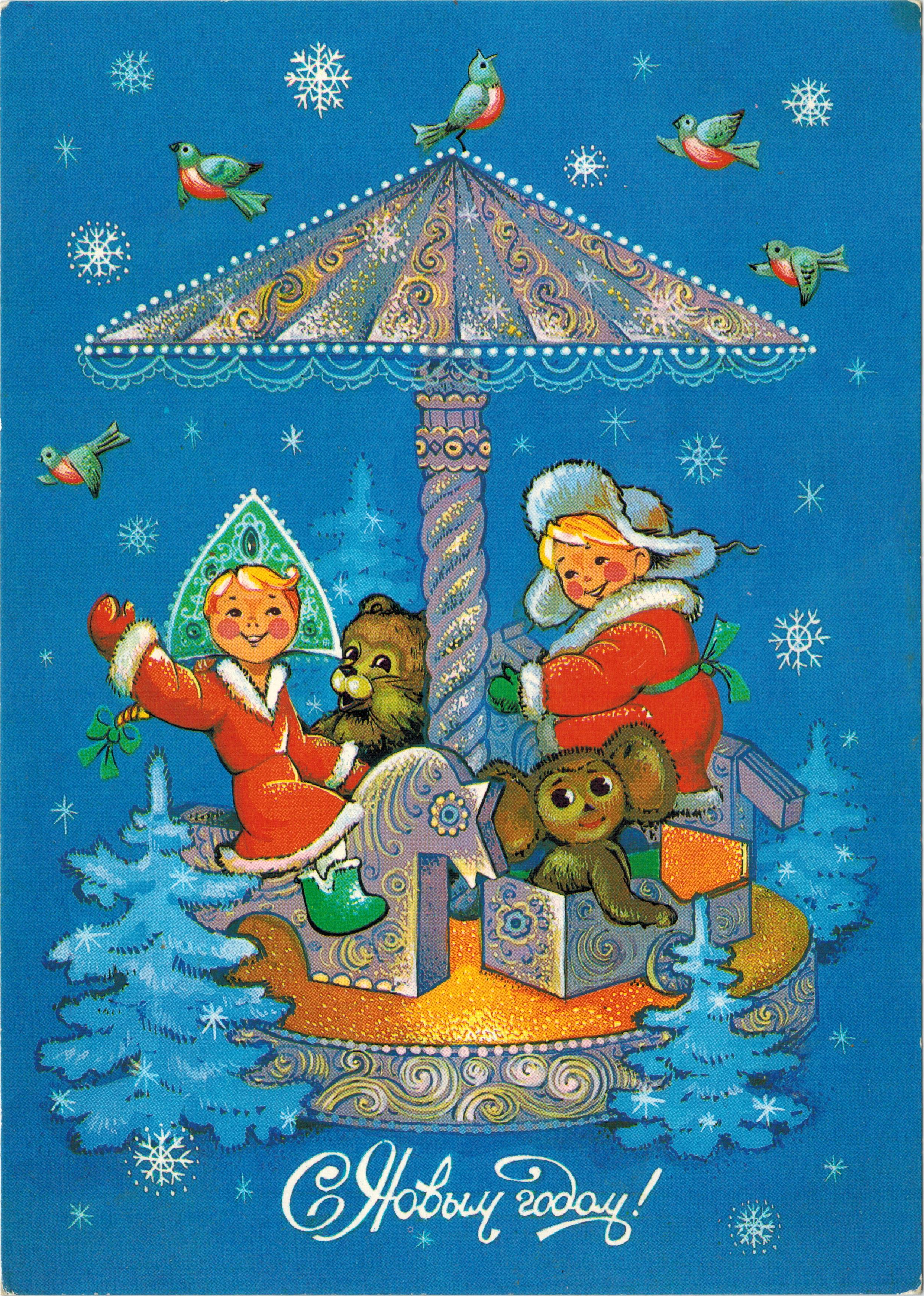
Советская открытка 1987 года

Сложившийся образ Нового года как одного из спутников Деда Мороза, тиражировавшийся на праздничных открытках, запечатлён в мультипликационных фильмах 1940-х годов: «Зимняя сказка» и «Новогодняя ночь». В мультфильме военного времени «Зимняя сказка» Дед Мороз устраивает для зверей лесную ёлку и встречает Новый Год в образе мальчика, приезжающего на тройке лошадей. А уже в первом послевоенном новогоднем мультфильме «Новогодняя ночь», вышедшем в 1948 году, Дед Мороз обращается к мальчику как к внуку. Наиболее часто Мальчик Новый год изображался на новогодних открытках конца 1950-х — середины 1980-х годов, после чего популярность этого персонажа стала падать. Вместе с тем, образ продолжает использоваться как часть праздничной символики, хотя и реже, чем ранее, например, в песне Дмитрия Дунаева:

Лесные закоулки, снежинок звездопад,
Хрустальные сосульки серёжками висят.
Среди могучих елей, ведущих хоровод,
Плетётся еле-еле ушедший Старый Год.
А ему навстречу радостно идёт

Через поздний вечер мальчик Новый год.
Мальчик Новый год известен не только в России: подобный персонаж (Шина Жила) является спутником Деда Мороза в Монголии.
Выход Мальчика Нового года на новогодних ёлках (обычно в конце представления) традиционно связан с чтением небольшого, но ёмкого стихотворения, например, такого:

Новый год с мечтою и с пургою,
В колокольчик, к нам идет, звеня.
И уже над ним и над тобою

Всходит солнце завтрашнего дня!
После произнесения стихотворения его благодарят, целуют, задаривают конфетами и другими подарками. 

Мальчик — Новый год — очень "быстрый", но важный персонаж. Пока Дед Мороз и Снегурочка нагнетают атмосферу, публика морально готовится к пришествию Нового года. Но как узнать, что он все-таки пришел? Как раз для этих целей и служит собственно Мальчик. Он приносит с собой праздник, забирает конфеты и исчезает. В жизни мальчик просто снимал жаркую шапочку, отстегивал от свитера табличку с номером года и садился со всеми за праздничный стол.
На поздравительных открытках мальчик часто изображался прибывающим на русской тройке; нередко использовались и более современные виды транспорта: автомобиль, поезд, самолет, ракета или спутник. Например, в мультфильме «Новогодняя ночь» Мальчик Новый год перемещается на самолёте. А с наступлением космической эры сложилась устойчивая традиция изображения Нового года в образе космонавта; примечательно, что в космос Мальчик Новый год отправился даже раньше Ю. А. Гагарина.
Сложившиеся традиции изображения персонажа продолжаются и некоторыми современными иллюстраторами. Отмечают его красоту, сообразительность и спокойный характер. Характерные атрибуты мальчика, появляющегося на новогодних праздниках в компании Деда Мороза и Снегурочки, — это шуба (лыжный костюм) красного или синего цвета и ушанка (лыжная шапочка), а также цифры наступающего года на груди.